# Naver Corporation
Naver Corporation (korejsky: 네이버 주식회사) je jihokorejský internetový konglomerát se sídlem v Songnamu, který provozuje vyhledávač Naver.
Společnost Naver se etablovala jako první průkopník v používání obsahu vytvářeného uživateli vytvořením online platformy otázek a odpovědí Knowledge iN. Naver také spravuje globální mobilní služby, jako je mobilní messenger LINE, video messenger SNOW a skupinová komunikační služba BAND.